# Campeonato Mundial de Ciclismo em Pista de 1996
O XCIII Campeonato Mundial de Ciclismo em Pista celebrou-se em Manchester (Reino Unido) entre 28 de agosto e 1 de setembro de 1996 baixo a organização da União Ciclista Internacional (UCI) e a Federação Britânica de Ciclismo.
As competições realizaram-se no Velódromo de Manchester. Ao todo disputaram-se 12 provas, 8 masculinas e 4 femininas.

## Medalhistas

### Masculino
| Evento                  | Ouro                                                                                      | Prata                                                                                   | Bronze                                                                         |
| ----------------------- | ----------------------------------------------------------------------------------------- | --------------------------------------------------------------------------------------- | ------------------------------------------------------------------------------ |
| Velocidade individual   | Florian Rousseau · França                                                                 | Marty Nothstein · Estados Unidos                                                        | Darryn Hill · Austrália                                                        |
| Velocidade por equipas  | Austrália · Darryn Hill · Shane Kelly · Gary Neiwand · 44,804                             | Alemanha · Jens Fiedler · Michael Hübner · Sören Lausberg · 45,455                      | França · Laurent Ganhei · Florian Rousseau · Hervé Thuet · 45,810              |
| Perseguição individual  | Christopher Boardman · Reino Unido · 4:11,114 Record mundial de ciclismo                  | Andrea Collinelli · Itália · 4:20,341                                                   | Francis Moreau · França ·                                                      |
| Perseguição por equipas | Itália · Andrea Collinelli · Adler Capelli · Cristiano Citton · Mauro Trentini · 4:02,752 | França · Philippe Ermenault · Jean-Michel Monin · Francis Moreau · Cyril Bos · 4:04,539 | Alemanha · Guido Fulst · Danilo Fundo · Thorsten Rund · Heiko Szonn · 4:05,463 |
| 1 km contrarrelógio     | Shane Kelly · Austrália · 1:02,777                                                        | Sören Lausberg · Alemanha · 1:02,795                                                    | Jan van Eijden · Alemanha · 1:04,541                                           |
| Carreira por pontos     | Joan Llaneras Roselló · Espanha · 29 pts.                                                 | Michael Sandstød · Dinamarca · 29 pts.                                                  | Silvio Martinello · Itália · 45 (1-) pts.                                      |
| Keirin                  | Marty Nothstein · Estados Unidos                                                          | Gary Neiwand · Austrália                                                                | Frédéric Magné · França                                                        |
| Madison                 | Silvio Martinello · Marco Villa · Itália · 34 pts.                                        | Scott McGrory · Stephen Pate · Austrália · 25 pts.                                      | Andreas Kappes · Carsten Wolf · Alemanha · 23 pts.                             |

### Feminino
| Evento                 | Ouro                                    | Prata                                    | Bronze                               |
| ---------------------- | --------------------------------------- | ---------------------------------------- | ------------------------------------ |
| Velocidade individual  | Félicia Ballanger · França              | Annett Neumann · Alemanha                | Magali Faure-Humbert · França        |
| Perseguição individual | Marion Clignet · França · 3:31,023      | Lucy Tyler · Austrália · 3:36,411        | Antonella Bellutti · Itália ·        |
| 500 m contrarrelógio   | Félicia Ballanger · França · 34,829     | Annett Neumann · Alemanha · 35,202       | Michelle Ferris · Austrália · 35,694 |
| Carreira por pontos    | Svetlana Samojvalova · Rússia · 28 pts. | Janie Quigley · Estados Unidos · 18 pts. | Gulnara Fatkulina · Rússia · 16 pts. |

## Medalheiro
| 1 | França         | 4  | 1  | 4  | 9  |
| 2 | Austrália      | 2  | 3  | 2  | 7  |
| 3 | Itália         | 2  | 1  | 2  | 5  |
| 4 | Estados Unidos | 1  | 2  | 0  | 3  |
| 5 | Rússia         | 1  | 0  | 1  | 2  |
| 6 | Espanha        | 1  | 0  | 0  | 1  |
| 6 | Reino Unido    | 1  | 0  | 0  | 1  |
| 8 | Alemanha       | 0  | 4  | 3  | 7  |
| 9 | Dinamarca      | 0  | 1  | 0  | 1  |
|   | TOTAL          | 12 | 12 | 12 | 36 |